# Opstand van de linkse sociaal-revolutionairen

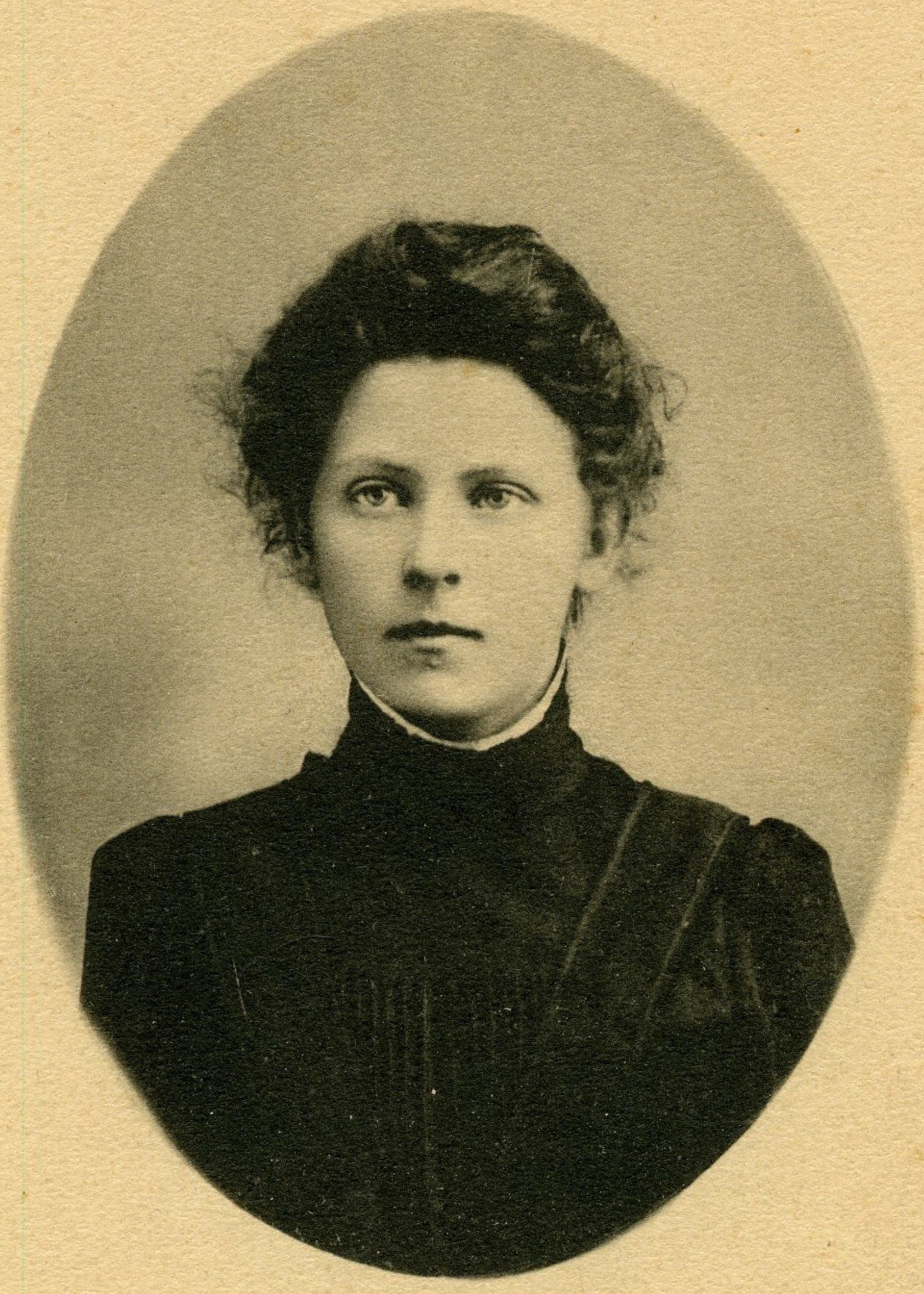
Maria Spiridonova

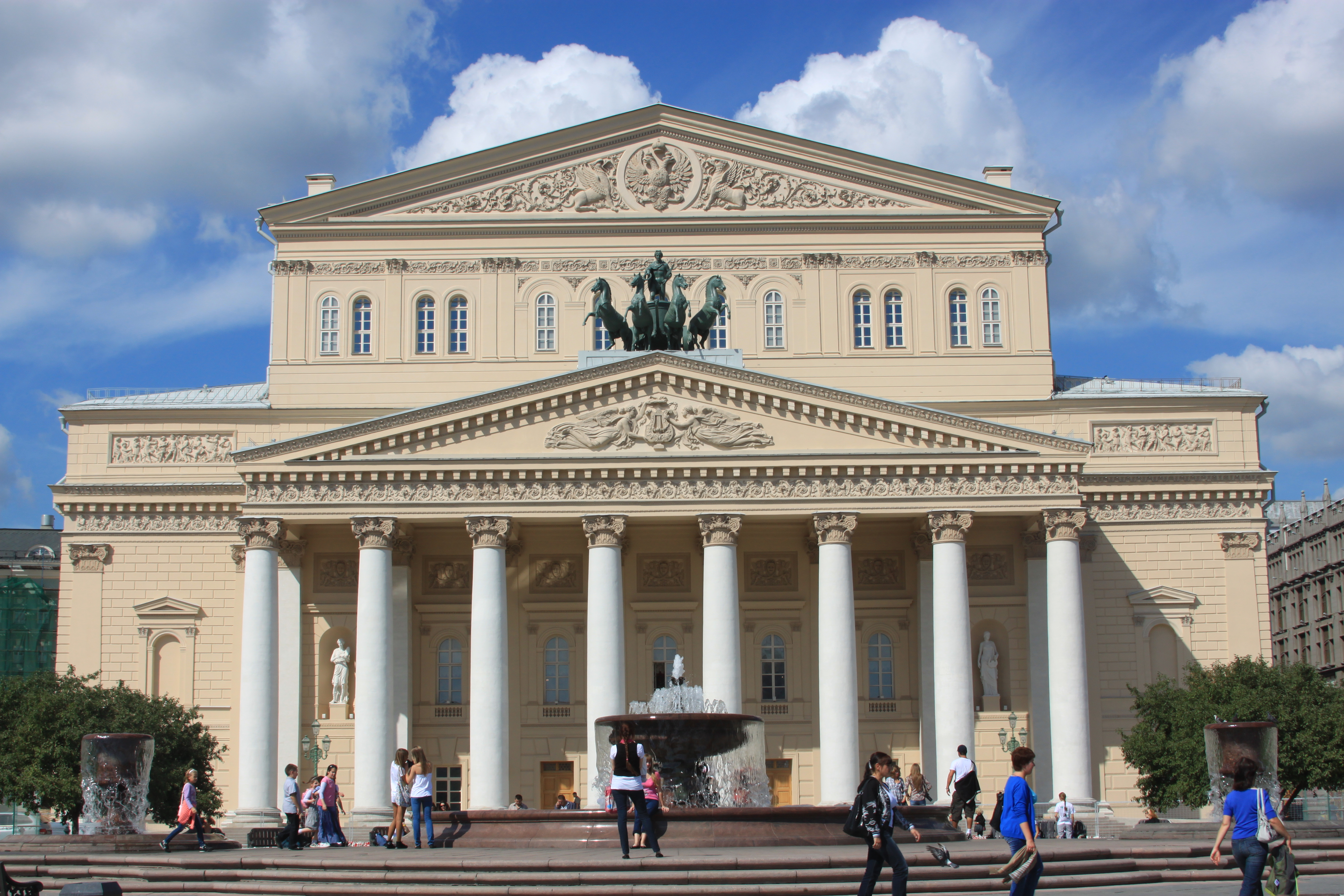
Bolsjojtheater in 2011

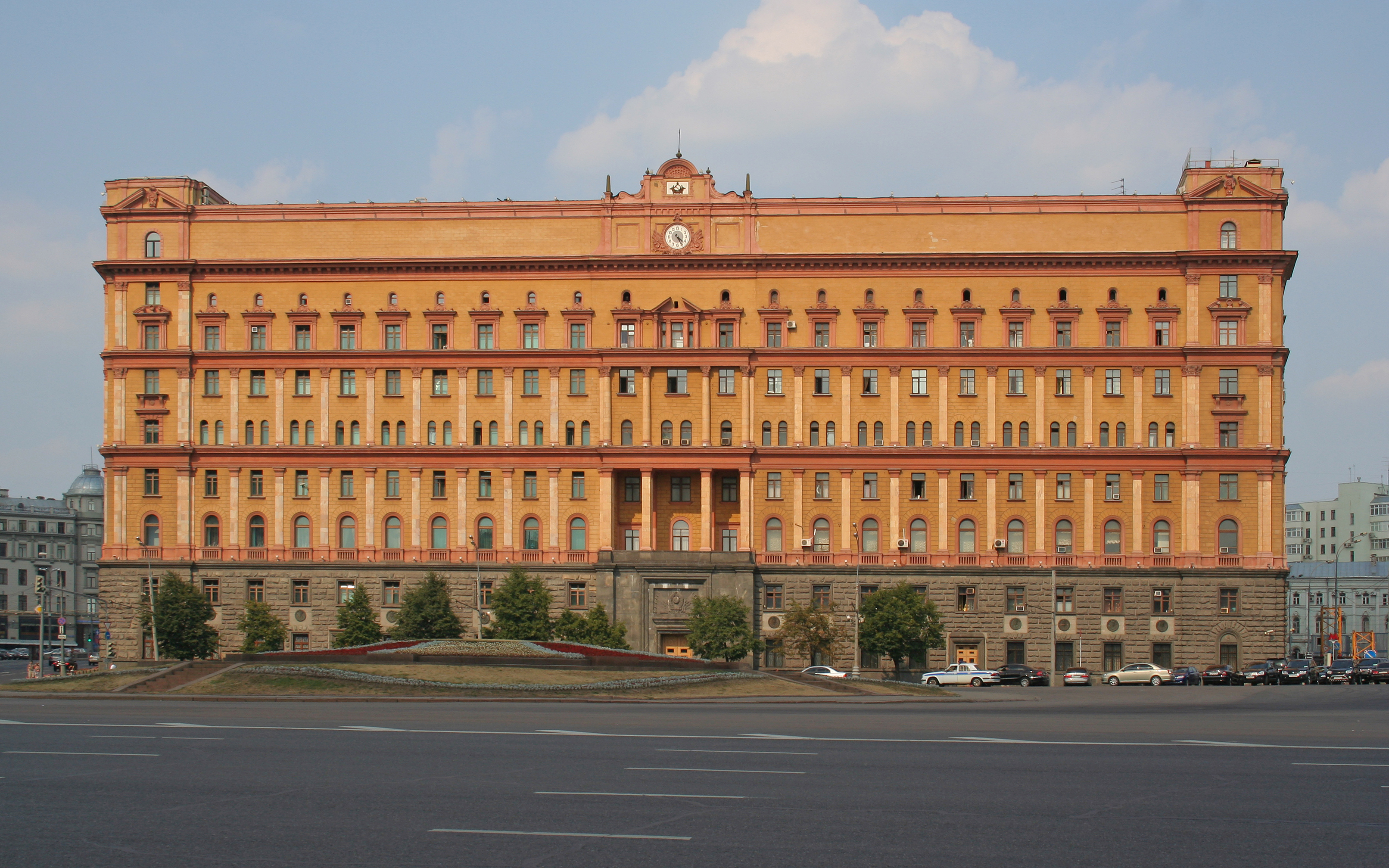
Loebjanka in 2010

De opstand van de linkse sociaal-revolutionairen was een revolte door de Linkse Sociaal-Revolutionaire Partij (LSRP) tegen de bolsjewistische communisten op 6 en 7 juli 1918 in Moskou. De aanleiding van de opstand was het verzet van de LSRP tegen de Vrede van Brest-Litovsk, waarmee Rusland vrede sloot met Duitsland, Oostenrijk-Hongarije en het Ottomaanse Rijk.

## Opstand
De LSRP verzette zich tegen de inperking van de macht van de sovjets, de moorden en het perscensuur door de bolsjewieken. Na de ondertekening van de Vrede van Brest-Litovsk trad de LSRP uit de coalitieregering. Door dit verdrag werden Finland, Polen, Koerland, Estland en Litouwen onafhankelijk van Rusland en werden bezet door Duitsland. Russische troepen moesten daarnaast Oekraïne verlaten. Door het verdrag verloor Rusland 34% van haar bevolking (55 miljoen mensen), 32% van haar landbouwgrond, 54% van industrieondernemingen en 89% van de kolenmijnen. De LSRP beschouwde het verdrag als verraad aan de boeren en arbeiders in deze gebieden en wilde liever de strijd voort zetten tegen de Duitsers dan de annexaties te accepteren.
Het plan van de linkse sociaal-revolutionairen was om een volksopstand te ontketenen tegen het bolsjewistische bewind. De linkse sociaal-revolutionairen besloten om een aanslag te plegen op de Duitse ambassadeur Wilhelm von Mirbach met het doel om de Russische bevolking te bewegen tot de ontketening van een opstand tegen de bolsjewieken. Op 6 juli hadden linkse sociaal-revolutionairen – onder andere Maria Spiridonova – een afspraak met de Duitse ambassadeur. De linkse sociaal-revolutionairen trokken hun wapens en openden het vuur. Von Mirbach probeerde te vluchten, maar kwam om het leven door een granaat van een linkse sociaal-revolutionair. De linkse sociaal-revolutionairen vluchtten door het raam.
De linkse sociaal-revolutionairen hadden tweeduizend gewapende manschappen tot hun beschikking in Moskou, terwijl de bolsjewieken slechts 200 gewapende manschappen hadden in Moskou, omdat de meerderheid van de bolsjewistische Letse Schutters weg waren. De LSRP-leden binnen de Tsjeka namen de macht over in het hoofdkwartier van de Tsjeka (Loebjanka) en arresteerden bolsjewistische Tsjekaleden. De linkse sociaal-revolutionairen bezetten de telefooncentrale en het telegraafkantoor, waarmee berichten werden verzonden dat de bevolking in opstand was gekomen tegen de bolsjewieken. Spiridonova ging naar het Vijfde Sovjetcongres waar ze de bolsjewieken aanklaagde, maar tijdens haar toespraak werd het Bolsjojtheater omsingeld door de bolsjewistische versterkingen en de linkse sociaal-revolutionairen werden verslagen. Rond 14:00 op 7 juli werd ook het Loebjanka-gebouw heroverd door de bolsjewieken.

## Gevolgen
Dertien linkse sociaal-revolutionaire Tsjeka-agenten werden gelijk geëxecuteerd. Honderden linkse sociaal-revolutionairen werden gearresteerd en later geëxecuteerd. Alle LSRP-leden werden uit de sovjets gezet.
Tijdens de Moskouse Processen werden Leon Trotski, Lev Kamenev en Grigori Zinovjev valselijk beschuldigd van het deelnemen aan de opstand aan de kant van de LSRP tegen Vladimir Lenin. De beschuldigingen werden gemaakt in opdracht van Jozef Stalin om zijn concurrenten uit te schakelen.